# アレクサンドロニ旅団 (イスラエル国防軍)
第3"アレクサンドロニ"旅団（ヘブライ語: חטיבת אלכסנדרוני (Hativa Alexandroni)、英語: Alexandroni Brigade）は、イスラエル陸軍北部軍第91"ガリラヤ"地域師団に所属する予備役の歩兵科旅団の一つである。
イスラエル独立以前のハガナー時代に編成され、第一次中東戦争では北部から南部にかけての広い戦域で活動した。

## 歴史

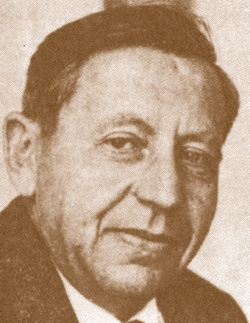
初代旅団長ダン・エヴェン

イスラエル独立前の1947年12月1日に、ユダヤ人武装組織ハガナー野戦科に4個の歩兵旅団が設置された。すなわち
- レバノニ旅団 - 北部地域担当 - 旅団長：モシェ・カルメル（英語版）
- アレクサンドロニ旅団 - グッシュ・ダン地域担当 - 旅団長：ダン・エヴェン（ヘブライ語版）
- ギヴァティ旅団 - テルアビブおよび南部地域担当 - 旅団長：シモン・アヴィダン
- エツィオニ旅団 - エルサレム地域担当 - 旅団長：イスラエル・アミール（英語版）

である。
編成当時のアレクサンドロニ旅団には第31、第32、第33大隊の3つの大隊があり、カルメル山からグッシュ・ダンに至る地域の担当であった。1948年4月末にはイギリスによるパレスチナ委任統治終了前にイスラエル建国を見越してあらかじめユダヤ人勢力の支配地域を強化する"ダレット計画'"に基づき、アラブ系の最大都市ヤッファを攻撃するハメツ作戦にギヴァティ旅団、キルヤティ旅団と共に参加した。独立前日の5月13日には第33大隊がメディナ作戦に投入された。
1948年5月14日のイスラエル独立宣言に続いて勃発した第一次中東戦争では、戦争初期には北部から中央部にかけての地域で活動した。5月25日に行われたラトルンのテガート要塞に対する攻撃作戦（ビン＝ヌン・アレフ作戦）には、第32大隊が第7旅団と共に参加したが大敗し、多くの死傷者を出した。この時の負傷者には後にイスラエル首相となったアリエル・シャロン（この当時はアレクサンドロニ旅団第32大隊の小隊長）も含まれていた。
5月23日には北部のアラブ系村落タントゥーラを制圧するナメル作戦に投入されたが、この際に旅団の兵士による多数の民間人殺害行為があったとして後年、論争になった。
6月上旬から7月上旬にかけての第一次休戦期間の後、テルアビブ周辺でダニー作戦が実施された際、アレクサンドロニ旅団は別動隊としてロッシュ・ハアインに駐留するイラク軍部隊を攻撃するベテック作戦に投入された。
第一次中東戦争終結直前の1949年3月には、死海沿岸のエン・ゲディ、マサダ周辺を制圧するイツフ作戦に投入された。
アレクサンドロニ旅団は終戦後の1949年7月に一旦解隊され、1950年に北部軍の第3予備役旅団として再編成された。
1967年の第三次中東戦争では北部戦線でシリア軍と交戦し、戦後、旅団は第820旅団と改称された。
1973年の第四次中東戦争でも同じく、北部でシリア軍と戦った。戦後、旅団は第609旅団と改称された。
2006年になって、第609旅団は創設当時の旅団番号を持つ第3"アレクサンドロニ"旅団に再度改称された。

## 編制
- 第一次中東戦争当時の編成[6]
  - 第31大隊 - 歩兵部隊。ネタニヤからハデラ周辺の補給路の防衛。
  - 第32大隊 - 歩兵部隊。ペタフ・ティクヴァからラマト・ハシャロン（英語版）の補給路の防衛。
  - 第33大隊 - 歩兵部隊。グッシュ・ダン入植地周辺の補給路の防衛。
  - 第34大隊 - 1948年5月に編成された支援部隊で、ジープ中隊や偵察中隊を含む。
  - 第35大隊 - 1948年6月の国防軍編成およびアルタレナ号事件（英語版）の後、元エツェル（イルグン）の隊員らから編成された。